# Valier (famiglia)
I Valier sono un'antica famiglia del patriziato veneziano. 

## Storia
Essa appartiene al ristretto numero delle famiglie che furono rappresentate nel Gran Consiglio di Venezia da uno o più membri, ininterrottamente, per mezzo millennio, dalla sua Serrata nel 1297, alla fine della Serenissima nel 1797 ad opera delle truppe napoleoniche.
Secondo alcuni studiosi ebbero origine dalla Gens Valeria dell'antica Roma, della loro storia a Venezia se ne ha traccia fin dal IX secolo. Diedero due Dogi alla Serenissima (Bertuccio e Silvestro Valier), due cardinali alla Chiesa cattolica (Agostino e Pietro)..
(Marcantonio Barbaro)

## Personalità
- Agostino Valier (1531-1606), cardinale (dal 1583) e vescovo di Verona (1565-1606)
- Alberto Valier, vescovo di Verona (1606-1630)
- Bertuccio Valier (1596-1658), doge della Repubblica di Venezia (dal 1656 alla morte)
- Silvestro Valier (1630-1700), doge della Repubblica di Venezia (dal 1694 alla morte)
- Pietro Valier (1574-1629), cardinale (dal 1621) e vescovo di Padova (1625-1629)
- Andrea Valier, senatore veneto (1615-1691), autore di una Historia della guerra di Candia, 1679

## Genealogia
- Valerio dei Valerii, Senator veneto (1000 ca).
- Massimo (1030 ca)
- Valerio (1050 ca)
- Marco (1075 ca)
- Valerio (1100 ca)
- Andrea (1120 ca)
- Marco (1140 ca)
- Valerio (1160 ca)
- Andrea (1200 ca)
- Valerio (1220 ca)
- Nicolò (1240 ca) glorioso capitano nell'impresa di Terra Santa contro gli Infedeli.
- Vidal (1260 ca)

- A1. N.H. Nicolò (1280)Trasferitosi nell'attuale sestiere di Dorsoduro.

Membro della Quarantia che dettò il criterio di ammissione al Gran Consiglio.
- B1. N.H. Francesco (1310), Patrizio Veneto. Fu uno dei 41 elettori del doge Francesco Dandolo nel 1328.

- C1. N.H. Polo (1336), Patrizio Veneto. Insediato nella contrada di San Raffaele
- C2. N.H. Nicolò (1334), Patrizio Veneto
- C3. N.H. Andriol (1354), Patrizio Veneto, contrada di San Raffaele[3].

- D1. N.H. Bertucci (* 4-12-1365), Patrizio Veneto
- D2. N.H. Francesco (* 4-12-1356), Patrizio Veneto
- D3. N.H. Marco, Patrizio Veneto
- D4. N.H. Tomaso, Patrizio Veneto

- E1. N.H. Ottavian (* 4-12-1405), Patrizio Veneto.
- N.D Betta Dolfin (1414) di N.H. Benetto, di N.H. Bianco.
- E2. N.H. Giacomo (* 1418), Patrizio Veneto.
- 1) N.D. Genevra Querini (1418) di N.H. Michiel, di N.H. Francesco
- 2) N.D. (?) Zantoni (1443) di Nicolò, di Marco
- E3. N.H. Valerio, Patrizio Veneto
- E4. N.H. Alvise, Patrizio Veneto
- E5. N.H. Nadal (* 1414), Patrizio Veneto
- N.D. Bianca Tajpiera (1417) di N.H. Zanne, vedova del N.H. Alvise Vidoro di Piero.
- E6. N.H. Simon, Patrizio Veneto.
- E7. N.H. Marin (* 14..), Patrizio Veneto
- 1) N.D. (?) Foscarini (1417) di N.H. Francesco, di N.H. Alvise

- 2) N.D. (?) Salomon (1429) di N.H. Michiel, di N.H. Nicolò
- 3) N.D. (?) Moro (1439) di N.H. Zanne, di N.H. Alvise, vedova del N.H. Mattia Donà di Natale.

- F1. N.H. Dolfin (* ante 3-12-1454 + 1505), Patrizio Veneto
- N.D. Paula Dandolo (1465) di N.H. Andrea, di N.H. Giacomo.
- F2. N.H. Girolamo (* 26-11-1443 + 1487), Patrizio Veneto[4]
- N. D. Zanetta Mezzo (1473) di N.H. Francesco, di N. H. Francesco.
- F3. N.H. Alvise (* 8-12-1441 + 1501), Patrizio Veneto
- F4. N.H. Francesco, Patrizio Veneto
- F5. N.H. Antonio (* 26-11-1459 + 1510), Patrizio Veneto
- N.D. Chiara Donà (14??) di N.H. Luca, di N.H. Benetto.
- F6. N.H. Valerio, Patrizio Veneto
- F7. N.H. Polo (* 17-1-1447), Patrizio Veneto
- 1459 N.D. (?) Tiepolo di N.H. Andrea, di N.H. Marco

- G1. N.H. Ottavian (* ante 28-8-1488 + 1519), Patrizio Veneto
- 1) N.D. Betta Salomon di N. H. Michiel, di N.H. Salomon.
- 2) N.D. Betta Mezzo di N.H. Francesco, di N.H. Francesco.
- G2. N.H. Andrea (* ante 29-10-1487 + 1497), Patrizio Veneto[5].
- G3. N.H. Francesco (* ante 1-7-1487), Patrizio Veneto

Linea di San Silvestro
- H1. N.H. Dolfin (*21-1-1515) Patrizio Veneto
- 1537 N.D. Laura Pisani di N.H. Zuanne, di N.H. Vettor.
- H2. N.H. Zan Andrea (* 1510 + 1598) Patrizio Veneto
- H3. N.H. Zan Girolamo (*3-12-1518 + 17-3-1566) Patrizio Veneto
- 1538 N.D.…..Corner di N.H. Marcantoni di N.H. Zuanne

- I1. N.H. Zaccaria (* 24-9-1554 +23-7-1621) Patrizio Veneto
- 1574 N.D. Zustiniana Zustinian (+ 26-3-1603) di Marco, di Zanantoni.
- I2. N.H. Ottaviano Patrizio Veneto, Senatore

- J1. N.H. Zuanne (* 4-10-1578 +10 /1642) Patrizio Veneto
- 1609 N. D. Elena Moro di N.H. Antonio, di N.H. Domenico, ved. Di N.H. Mario Soranzo di N.H. Bernardo.
- J2. N.H. Dolfin (* 8-8-1577), Patrizio Veneto
- J3. N.H. Marco (* 6 -5-1581 + 18-3-1651), Patrizio Veneto
- J4. N.H. Ottavian (* 22-7-1588 + 12-11-1658), Patrizio Veneto
- 1620 N.D. Marina Soranzo di N.H. Mattia, di N.H. Bernardo

- K1. N.H. Zaccaria (* 12-2-1610 + 8-8-1668), Patrizio Veneto
- 1650 N.D. Adriana Tiepolo di N.H. Marcanton i, di N. H. Zuanne

- L1. N.H. Zuanne (* 8-7-1652 + 11-1702) Patrizio Veneto
- 1680 N.D. Faustina Contarini di N.H. Nicolò di N.H. Zan Battista.
- L2. N.H. Bertucci (* 13-8-1653 + 11-1729) Patrizio Veneto
- L3. N.H. Ottavian (* 6-6-1657) Patrizio Veneto
- L4. N.H. Silvestro(* 21-7-1664) Patrizio Veneto

- M1. N.H. Zaccaria (* 15-11-1682) Patrizio Veneto
- 1709 N.D. Lucietta Donnini di N.H. Bernardo

- N1. N.H. Ottavian (* 24-9-1719)
- 1758 N.H. Giulia Bonlini di N.H. Girolamo
- N2. N.H. Zuanne (* 14-2-1710 Patrizio Veneto
- 1776 N.D. Gaspara Anastasia Loredan di N.H. Pietro.
- N3. N.H. Bernardo (* 15-11-1712) Patrizio Veneto.[6]
- N4. N.H. Nicolò (* 26-1-1712) Patrizio Veneto.
- N5. N.H. Silvestro (* 4-6-1717) Patrizio Veneto.
- N6. N.D. Maria (* 1724) Patrizia Veneta

- O1. N.H. Girolamo (* 15-11-1768) Patrizio Veneto, confermato Nobile con Sovrana Risoluzione dell'Imperatore d'Austria del 22 novembre 1817.
- 14-10-1800 N.D. Caterina Dolfin Patrizia Veneta del N. H. Alessandro.
- O2. N.H. Zaccaria (* 1760+1813) Patrizio Veneto.[7]

- 1793 N.D. Lucrezia M. Loredan di N.H. Cristoforo Antonio,

separata presso il Magistrato Civile, senza figli.
- O3. N.D. Lucia Patrizia Veneta, nubile, morta in S. Silvestro.

Ramo Primogenito
- P1. Nob. Ottaviano (* 8-10-1801+ 12-9-1873) Nobile Veneto dell'I. A., figlio del N.H. Girolamo.
- 1) 1829 Nob. Caterina Tiepolo, del Nobile. Gian Almorò del N.H. Alessandro, ebbero tre figlie: Maria (*1830+1853), Elena (*1836 + 1857), Giulia.

- 2) Nob. Maria Teresa Tiepolo, del Nobile Alvise Almorò, due figlie: Caterina Maria (*1856), Angela.

- 3) Luisa Pierina Crespi di Angelo, dalla quale ebbe:

- Q1. Co. N.H. Alberto (* 23-8-1860) Patrizio Veneto. Nominato Conte con Regio Decreto di motu proprio il 14 febbraio 1892.
- 14-7- 1897 Luisa Toso di Angelo e di Angela Belloni.
- Q2. Co. N.H. Angelo (* 16-11- 1861) Patrizio Veneto.
- Q3. N.D. Amalia (* 20 -7- 1863) Patrizia Veneta.
- Q4. N.D. Edvige (* 17-2- 1865) Patrizia Veneta.
- Q5. Co. N.H. Carlo (* 3-12-1866 +1930) Patrizio Veneto.
- 1) Giulia Querini di N. H. Nuzio e di Carlotta Roelli
- 2) Giulietta Bernardelli (*1888+1951)

- R1. N.H. Valeria (*1896+1966)
- comand. Angelo Procaccini.
- R2. Co. N.H. Ottaviano (* 1916) Patrizio Veneto, figlio di Carlo, di Alberto
- Luisa Lombardi.

R3. N.D. Maria Luisa (* 1918) Patrizia Veneta
- Paronetto

- S1. Paola (* 28-5- 1941).
- Piero Giordano.
- S2. Carlo (* 10-5- 1944).
- Laura Fragasso, figli: Andrea, Marta, Luigi.
- S3. Marco (* 21-8- 1948).
- Idanna Abignente di Fassello, figlio: Matteo.
- S4. Alberto (* 30-9- 1951).
- Laura Azzaroli, figli: Franca, Guido, Silvia, Lorenzo, Bernardo, Daniele, Elena, Paolo, Michele, Giacomo, Agostino.
- S5. Enrico (* 30-3- 1953).
- Silvia Franchi.[9]

Ramo Secondogenito
- P2. Nob. Alessandro (* 18-6-1803) Nobile Veneto dell'I. A., figlio del N. H. Girolamo.
- 3-7-1849 Luigia Bolzoni
- Q1. N. H. Silvestro (*16-5-1849+18-4-1906) Patrizio Veneto.
- Teresa Pierina Gallina (*1856 + 1929) ebbe nove figli (tre deceduti in tenera età):

- R1. N.D. Bianca (*1879+1951) Patrizia Veneta. sposa Mauro Borgo. Figli: Mario, Piera, Luisa, Alberto.

+ R2. Alessandro (1880 + 1883) deceduto in tenera età.
- R3. N.D. Luigia (*1881+ 1944) Patrizia Veneta

- R4. N.D. Antonietta (*1885+ 1942) Patrizia Veneta.

+ R5. Alberto (1890 + 1890) deceduto in tenera età.
+R6. Maria (1891 + 1893) deceduta in tenera età.
- R7. N.D. Elsa (* 1893 +1968) Patrizia Veneta.

- R8. N.D. Angelica (*1895 +1970) Patrizia Veneta.

- R9. N.D. Valeria (* 1898 + 1929) Patrizia Veneta sposa Ferruccio de Mitri (* 1894 + 1956). Ebbe due figli:

1. Pierluigi (+ bambino)
2. Giovanni (* 1919 + 1998)

## Palazzi e architetture

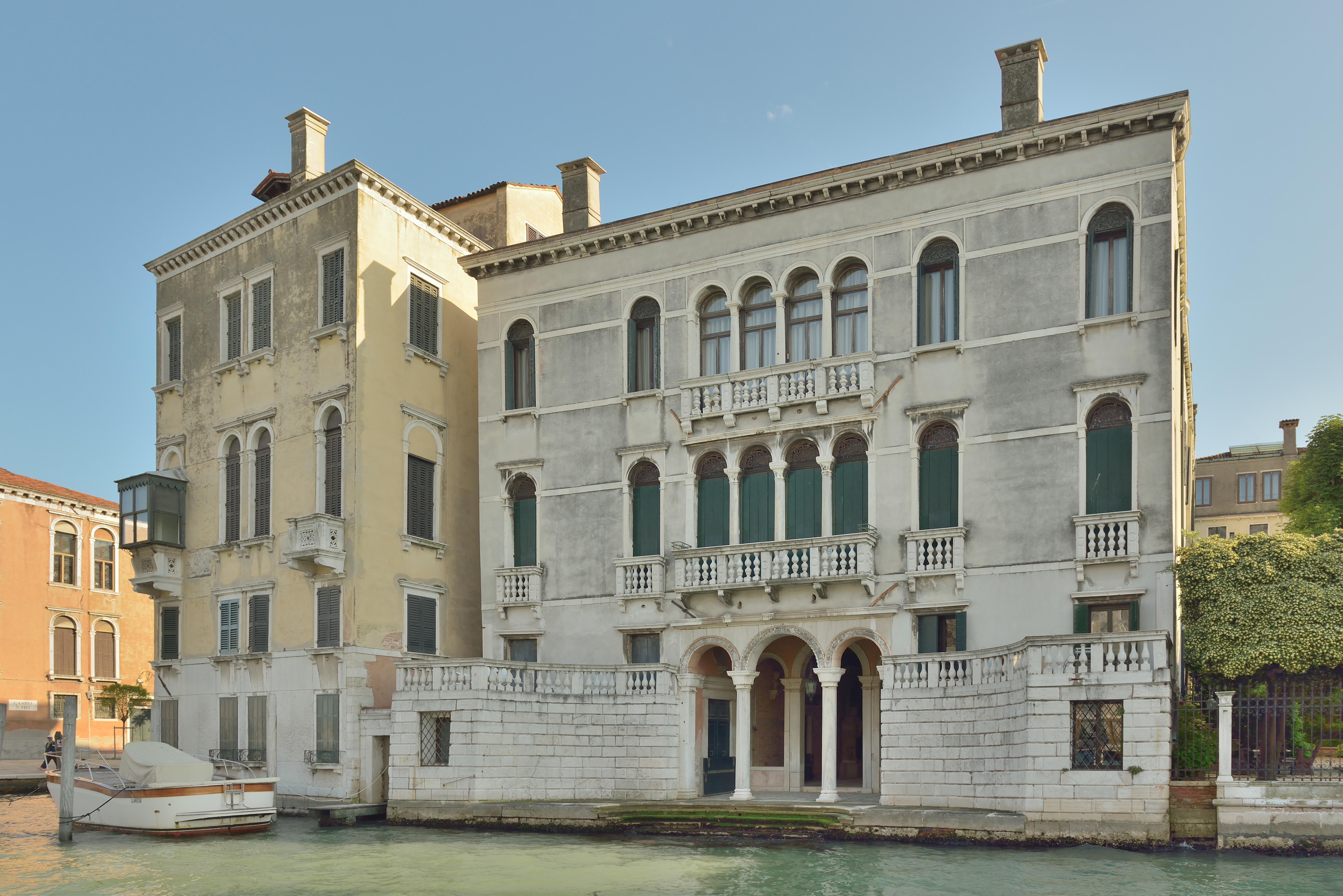
Palazzo Balbi Valier

- Palazzo Valier (Sestiere di S.Polo, Venezia). Ubicato in Rio Terà San Silvestro, di fronte all'omonima Chiesa. Fu sontuosa residenza dello stipite Valier di San Silvestro. L'edificio settecentesco del tipo a fronte tricellulare, sorge su antiche preesistenze bizantine, la costruzione risale alla fine del XVI secolo e subì successivi ampliamenti. Viene tramandato che qui, ospite della famiglia Valier, morì il celebre pittore Giorgione.
- Palazzo Valier (Sestiere di Cannaregio, Venezia). Già Ca' Gonella,[12], ivi nacquero Bertucci e Silvestro Valier, eletti dogi rispettivamente nel 1656 e nel 1694. Fu acquistato nel 1572 dal prozio di Bertuccio, di nome Silvestro. L'edificio era grandioso ed era noto per avere una delle più spaziose sale di Venezia. Carlo Ridolfi ricorda che esternamente era affrescato con chiaroscuri rappresentati storie e fantasie per opera del pittore Santo Zago. Il doge Silvestro non ebbe discendenza diretta, perciò la proprietà del palazzo andò a Valerio, figlio di Bembo, del ramo di Santa Maria Formosa. La costruzione non ebbe una sorte delle più felici, infatti nel 1541 un temporale “rovinò tutti li camini della Cha' Gonella”, seguito da un incendio nel 1756. Il Palazzo fu definitivamente demolito tra il 1789 e il 1805 per costruirvi delle abitazioni. In seguito, nella seconda metà del Novecento, abbattute le case vi trovarono posto gli uffici delle poste.
- Palazzo Balbi Valier
- Villa Valier (Mira Porte, riva sinistra del Brenta). La villa, di origine cinquecentesca, è presente nelle incisioni del Coronelli e del Costa, dalle quali si può ben notare come nell'800 siano state demolite sia la prestigiosa facciata che un'ala, per sottrarsi alla tassa sul lusso. Rimangono comunque una bella barchessa, con porticato, una chiesetta secentesca, oltre ad un grande parco. All'interno, una bella scala a chiocciola e decorazioni pittoriche. Esisteva anche un dipinto di Alessandro Maganza che raffigurava una suonatrice di chitarra. Nel 1734 la proprietà, fu acquisita dai Valmarana, recentemente è stata ampiamente ristrutturata.